# Thierry Fischer
Thierry Fischer (Federatie van Rhodesië en Nyasaland, 28 september 1957) is een Zwitserse dirigent en fluitist.
Fischer werd uit Zwitserse ouders (zendelingen) geboren in het tegenwoordige Zambia. Hij studeerde fluit bij Aurèle Nicolet en begon zijn muzikale carrière als solofluitist in Hamburg en de Opera van Zürich, waar hij partituren bestudeerde met Nikolaus Harnoncourt. Zijn directiecarrière begon toen hij in de 30 was, nadat hij een aantal concerten gedirigeerd had van het Chamber Orchestra of Europe, waar hij solofluitist was onder leiding van Claudio Abbado.
Vanaf 1997 tot 2001 (tot aan de fusie) was Fischer chef-dirigent van het Nederlands Balletorkest. In 2001 werd hij de chef-dirigent van het Ulster Orchestra in Belfast. In 2006 verliet hij dit orkest, omdat hij naar eigen zeggen "niet alle dingen kon doen die hij wilde doen". Van 2006 tot 2012 was Fischer chef-dirigent van het BBC National Orchestra of Wales. In 2009 werd hij ook chef-dirigent van de Utah Symphony in Salt Lake City met een contract dat na diverse verlengingen loopt tot 2023.  
Fischer maakte verschillende cd-opnamen, waaronder de orkestmuziek van zijn landgenoot Frank Martin voor het label Deutsche Grammophon die werden genomineerd voor een Gramophone Award. Hij maakte ook opnamen voor het label Hyperion.
- Bibsys: 5072042
- Bibliothèque nationale de France: cb14177504s (data)
- Gemeinsame Normdatei: 128635819
- International Standard Name Identifier: 0000 0001 1029 8427
- Library of Congress Control Number: no2002046319
- MusicBrainz: d8293502-e8bd-4bdd-87a6-0f26731abfee
- Nationale Bibliotheek van Tsjechië: xx0161430
- Nationale Bibliotheek van Israël: 987007432534905171
- Système universitaire de documentation: 086912380
- Virtual International Authority File: 76524784
- WorldCat: E39PBJhd8jGRymTPxf6Wq6Qpfq